# Logarska dolina
Logarska dolina, littéralement « vallée de Logar » en slovène, correspond à la partie supérieure du cours de la rivière Savinja qui prend source au sein des Alpes kamniques, en amont de la localité de Solčava.
Logarska Dolina est un habitat dispersé, à équivalent administratif communal d'un village. Lieu de détente et d'activité, son accès aisé en fait une destination touristique très populaire dans le massif. L'hôtellerie et la restauration sont actives au long de la vallée en toutes saisons, sans toutefois amputer le paysage ou l'écologie.

## Géographie

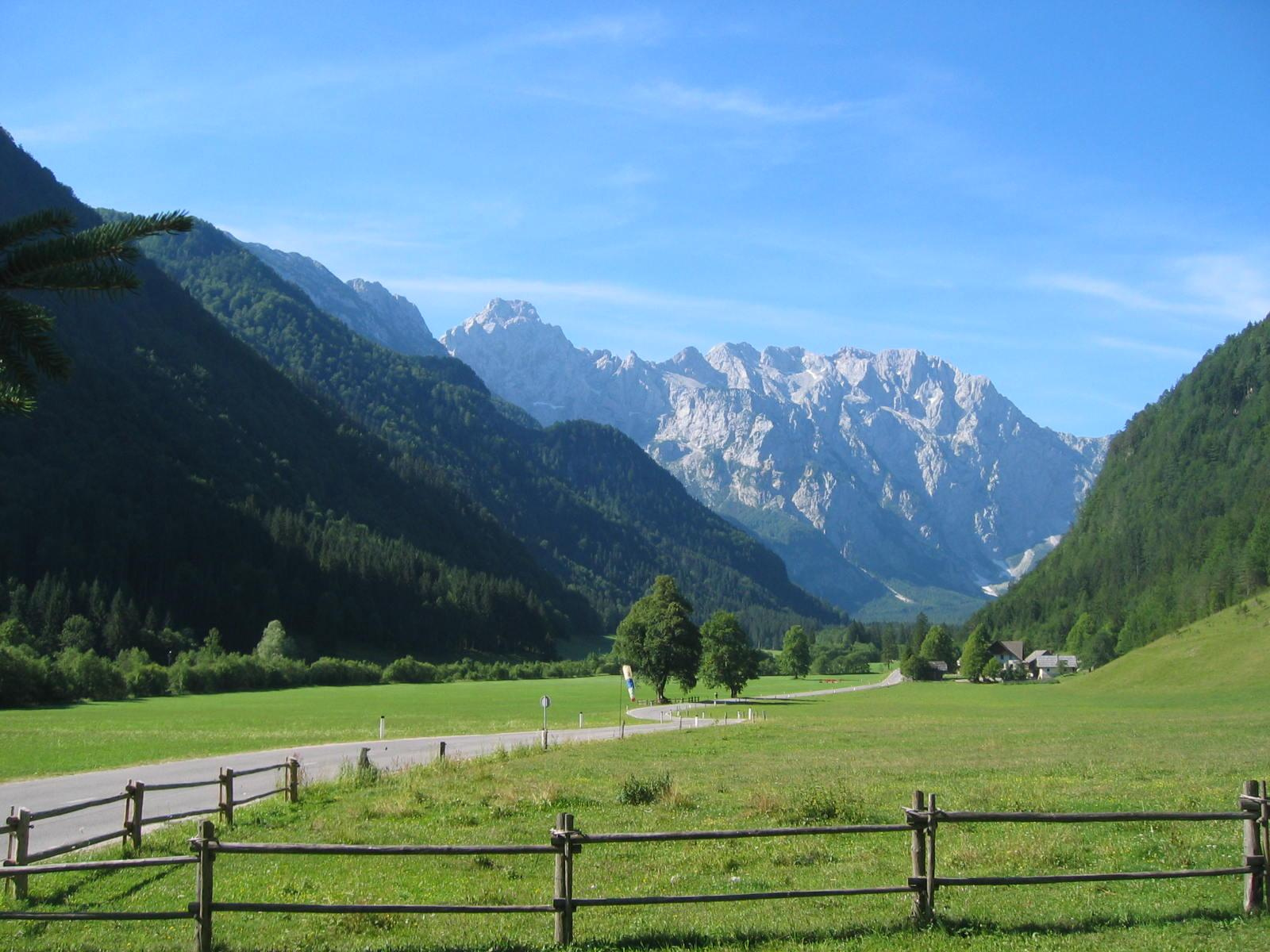
Vue vers l'amont du val de Logarska dolina.

### Accès
À péage en été, la route asphaltée qui parcourt le fond du val est longue d'environ 7 km. Elle bifurque vers le sud-ouest au lieu-dit Logarska Dolina (730 m), depuis la route 428 (12) entre la localité de Solčava et le col de Pavlič. Solčava est desservi régulièrement par une ligne d'autobus.

### Géologie
Ainsi que dans tout le massif, ce sont les roches calcaires formées par sédimentation au fond de la mer Téthys il y a 250 millions d'années, au Trias, que l'on trouve dans la vallée. Les mouvements tectoniques du Cénozoïque créèrent les Alpes, et les glaciations du Pléistocène creusèrent la vallée, lui laissant une forme en U.

### Climat
Bien que la largeur minimale du val soit d'environ 500 m, les couches d'inversion sont un phénomène commun causé par la circulation anticyclonique.

### Faune et flore
La forêt est faite de hêtres, d'épicéas, de sapins, et de mélèzes. Au-dessus de la cote des 1 500 m, on rencontre surtout les arbustes de pins des montagnes. On note fréquemment les oreilles d'ours, le rhododendron, et les soldanelles. Certains pavots des Alpes sont endémiques du massif. Parmi les oiseaux, diverses mésanges et les pics noirs sont très communs. On aperçoit des faucons pèlerins, et deux couples d'aigles royaux. Les chamois et les bouquetins ne sont pas rares, outre les chevreuils, et plus récemment le cerf. « Monsieur Blanchot » est plus facilement pistable en hiver.

## Histoire
La vallée est mentionnée dans les archives administratives au début du XVe siècle, les fermes Logar et Plestnik étant devenues importantes et imposables.

## Activités

### Tourisme
- Promenade : un chemin de promenade pédestre (2 à 3 h) longe le fond de vallée, visitant par exemple un tilleul géant, l'étang de la source de la Črna, ou d'anciennes huttes de charbonnier. Non loin du parking gratuit de fin-fond de vallée (1 010 m), la chute d'eau Slap Rinka est facilement accessible.
- Ski : une piste de ski de fond suit le talweg. Le ski de randonnée et le ski de montagne se pratiquent au départ du refuge de montagne Frischaufov dom.
- Randonnée alpine : accès au refuge de montagne Frischaufov dom et à celui à Klemenča jama.
- Alpinisme : accès aux parois des Ute (2 029 m),  du Krofička, de l'Ojstrica, des Škarje (2 131 m), du Rjavčki vrh (1 898 m), de la Lučka Baba, du Planjava, de la Turska gora, de trois des Rinke et de la Mrzla gora (énumération dans le sens des aiguilles d'une montre).
- Cascade de glace : en hiver, les deux versants abondent en itinéraires de tous niveaux.

### Protection environnementale
La vallée a acquis le statut de parc naturel en 1987 et fait partie du réseau Natura 2000.

### Économie
L'élevage bovin et la sylviculture sont pratiqués.

## Sources
- (sl) Vladimir Habjan, Jože Drab... et al., Kamniško-Savinjske Alpe : planinski vodnik, Ljubljana, Planinska zveza Slovenije, 2004 (ISBN 961-6156-52-7). -guide de randonnée alpine pour les Alpes kamniques (Club alpin slovène).
- (sl) Gregor Kresal, Zimski vzponi, Ljubljana, Sidarta, 2007 (ISBN 978-961-6027-47-2). -guide de glace et mixte.
- (sl) Silvo Babič, Tone Golnar, et al., Plezalni vodnik Logarska dolina - vzhodni del, Ljubljana, Planinska zveza Slovenije, 1998 (ISBN 961-6156-07-1). -guide d'alpinisme pour la vallée de Logarska dolina, partie orientale.
- (sl) Silvo Babič, Tone Golnar, Plezalni vodnik Logarska dolina - zahodni del, Ljubljana, Planinska zveza Slovenije, 1999 (ISBN 961-6156-18-7). -guide d'alpinisme pour Logarska dolina, partie occidentale (Club alpin slovène).